# Canton de Saint-Symphorien-de-Lay
Le canton de Saint-Symphorien-de-Lay est une ancienne division administrative française située dans le département de la Loire et la région Rhône-Alpes.

## Géographie
Ce canton était organisé autour de Saint-Symphorien-de-Lay dans l'arrondissement de Roanne. Son altitude varie de 280 m (Cordelle) à 882 m (Machézal) pour une altitude moyenne de 479 m.

## Histoire
Depuis le nouveau découpage territorial de la Loire par décret du 26 février 2014, les communes de Chirassimont, Cordelle, Croizet-sur-Gand, Fourneaux, Lay, Machézal, Neaux, Neulise, Saint-Cyr-de-Favières, Saint-Just-la-Pendue, Saint-Priest-la-Roche, Saint-Symphorien-de-Lay et Vendranges ont rejoint le canton du Coteau. Les communes de Pradines, Régny et Saint-Victor-sur-Rhins ont rejoint le canton de Charlieu.

## Représentation

### Conseillers d'arrondissement (de 1833 à 1940)
| Période                                  | Période      | Identité                         | Étiquette                | Qualité |
| ---------------------------------------- | ------------ | -------------------------------- | ------------------------ | --- |
| 1833                                     | 1839         | Claude Dechastelus               |                          | Notaire à Saint-Just-la-Pendue                                                                              |
| 1839                                     | 1858 (décès) | Pierre (de) Verrière (1807-1858) |                          | Notaire à Saint-Symphorien-de-Lay                                                                           |
| 1858                                     | 1860 (décès) | M. Verrière                      | Candidat du Gouvernement | Suppléant du juge de paix                                                                                   |
| 1860                                     |              | Francisque Ayet                  |                          | Suppléant du juge de paix                                                                                   |
|                                          |              |                                  |                          | |
| 1870                                     |              | Augustin Crétin                  |                          | Propriétaire à Saint-Symphorien-de-Lay                                                                      |
|                                          |              |                                  |                          | |
| 1877                                     | 1887 (décès) | M. Dutel-Chirat                  | Républicain              | Propriétaire à Saint-Just-la-Pendue                                                                         |
| 1940                                     |              |                                  |                          | Les conseils d'arrondissement ont été suspendus par la loi du 12 octobre 1940 et n'ont jamais été réactivés |
| Les données manquantes sont à compléter. |              |                                  |                          | |

### Conseillers généraux de 1833 à 2015
| Période | Période      | Identité                     | Étiquette                 | Qualité |
| ------- | ------------ | ---------------------------- | ------------------------- | --- |
| 1833    | 1839         | François Jouvencel           |                           | Propriétaire, juge de paix à Saint-Symphorien-de-Lay                                                                              |
| 1839    | 1871         | Claude Dechastelus           | Majorité dynastique       | Propriétaire à Saint-Just-la-Pendue Juge de paix, conseiller d'arrondissement Député (1863-1870) Maire de Saint-Symphorien-de-Lay |
| 1871    | 1877         | Paul Gouttenoire (1833-1900) | Droite                    | Propriétaire à Saint-Symphorien-de-Lay                                                                                            |
| 1877    | 1903 (décès) | Edouard Péronnet             | Républicain               | Maire de Saint-Symphorien-de-Lay                                                                                                  |
| 1903    | 1904 (décès) | Emile Roche                  | Républicain               | Médecin |
| 1904    | 1937         | Fernand Merlin               | Rad.                      | Médecin Maire de Saint-Just-la-Pendue Député (1914-1919) Sénateur (1920-1937) Président du Conseil général (1931-1937)            |
| 1937    | 1940         | Joseph Neyrand (1886-1973)   | DVD                       | Propriétaire, ingénieur Maire de Fourneaux Nommé conseiller départemental en 1943                                                 |
|         |              |                              |                           | |
| 1945    | 1964         | Joseph Neyrand               | Républicains Indépendants | Propriétaire Maire de Fourneaux                                                                                                   |
| 1964    | 1970         | Claude Metton                | DVD                       | Propriétaire à Neulise |
| 1970    | 1978 (décès) | Séraphin Ouillon (1907-1978) | DVD                       | Maire de Cordelle Conseiller régional                                                                                             |
| 1978    | 1988         | Claude Metton                | DVD                       | Eleveur Maire de Neulise (1971-1989)                                                                                              |
| 1988    | 2015         | Michel Chartier              | UDF-PR puis DL puis UMP   | Cadre bancaire Vice-président du Conseil général Maire de Saint-Victor-sur-Rhins (1977-2008)                                      |

## Composition
Le canton de Saint-Symphorien-de-Lay regroupait 16 communes et comptait 13 274 habitants (recensement général de 2010 sans doubles comptes).
| Communes                | Population (2012) | Code postal | Code Insee |
| ----------------------- | ----------------- | ----------- | ---------- |
| Chirassimont            | 376               | 42114       | 42063      |
| Cordelle                | 892               | 42123       | 42070      |
| Croizet-sur-Gand        | 284               | 42540       | 42077      |
| Fourneaux               | 617               | 42470       | 42098      |
| Lay                     | 710               | 42470       | 42118      |
| Machézal                | 419               | 42114       | 42128      |
| Neaux                   | 520               | 42470       | 42153      |
| Neulise                 | 1 269             | 42590       | 42156      |
| Pradines                | 679               | 42630       | 42178      |
| Régny                   | 1 581             | 42630       | 42181      |
| Saint-Cyr-de-Favières   | 805               | 42123       | 42212      |
| Saint-Just-la-Pendue    | 1 569             | 42540       | 42249      |
| Saint-Priest-la-Roche   | 302               | 42590       | 42277      |
| Saint-Symphorien-de-Lay | 1 800             | 42470       | 42289      |
| Saint-Victor-sur-Rhins  | 1 126             | 42630       | 42293      |
| Vendranges              | 325               | 42590       | 42325      |

## Démographie
| 1962   | 1968   | 1975   | 1982   | 1990   | 1999   | 2010   |
| ------ | ------ | ------ | ------ | ------ | ------ | ------ |
| 12 319 | 12 859 | 12 095 | 12 064 | 11 943 | 11 765 | 13 274 |